# Кінтаро (міфологія)
Кінтаро (яп. 金太郎, кінтаро:, «Золотий хлопчик») — японський легендарний герой.

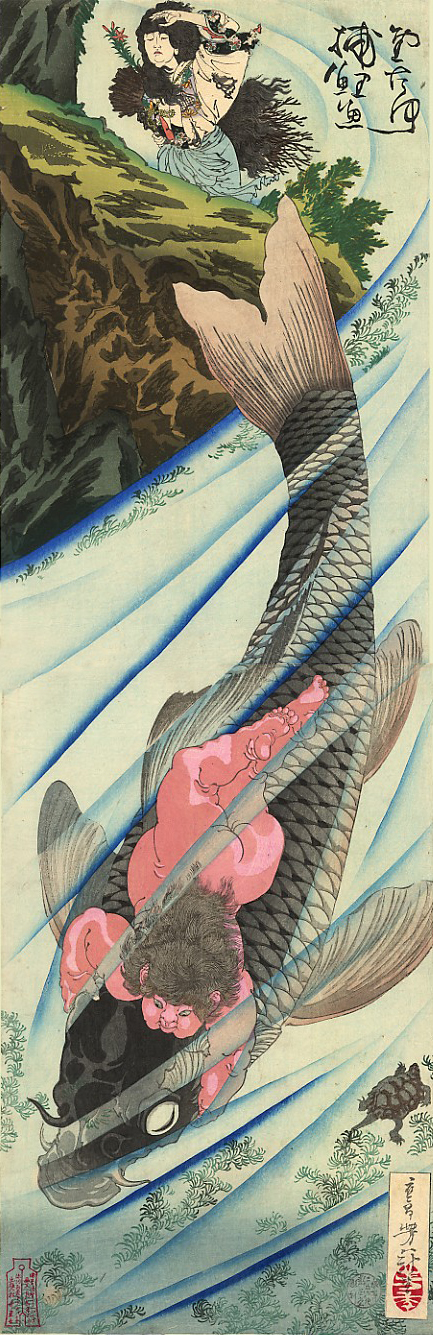
Молодий Кінтаро бореться з гігантським коропом.
— Цукіока Йосітосі

З дитинства Кінтаро мав надлюдську силу. За легендою, його виховала Ямауба на горі Асігара. Подорослішавши, Кінтаро став вірним послідовником Мінамото Йосіміцу (також відомого як Райко) під новим ім'ям Саката Кінтокі (яп. 坂田 金時).

## Прототип
Прототипом Кінтаро вважають Сакату Кінтокі (яп. 坂田公時) — самурая, відомого героя Мінамото Йосіміцу. Він жив у 956—1012 роках у період Хейан і помер від хвороби, яка перебігала з гарячкою, під час походу проти піратів острова Кюсю. Вважається, що його поховано в святилищі Куріхара (яп. 栗柄神社). Життя і подвиги Сакати Кінтокі пізніше обросли міфами і легендами.
Дослідниця японської міфології Норіко Т. Райдер припускає, що Кінтаро насправді звали Сімоцуке Кінтокі. Він був служителем (тонері) імператора Коное. В обов'язки тонері в період Хейан входила участь в обрядах, перегонах, стрільбі з лука та охорона імператорського палацу. Кінтокі згадували як одного з кращих танцюристів і співаків каґура.

## Легенди
Існує кілька легенд про народження Кінтаро. За однією з них, він був сином Яегірі (яп. 八重桐), дочки багатія Сіман-тьо: дзя. Батьком Кінтаро був відомий самурай з Кіото. Незабаром після одруження з коханою він через наклеп удаваних друзів потрапив у немилість при дворі і його вислали зі столиці. Не минуло й двох місяців, як він помер, залишивши дружину саму. Жінка втекла, побоюючись помсти людей, які обмовили її чоловіка, і зникла в горах Асігара. У глухому лісі вона народила хлопчика й назвала його Кінтаро. А саму Яегірі стали називати Ямауба.
З дитинства Кінтаро мав надзвичайну фізичну силу, «у вісім років вільно піднімав він кам'яну ступку». Він ходив по лісі з величезною сокирою за спиною, допомагаючи лісорубам валити дерева. Кінтаро знайшов друзів серед тварин і міг розуміти їхню мову. У численних легендах розповідається про пригоди Кінтаро: його битви з монстрами і демонами-оні, участь у сумо, боротьбу з величезним коропом.
Подорослішавши, Кінтаро змінив своє ім'я на Саката Кінтокі. Одного разу в горах він зустрів самурая Мінамото Йосіміцу. Той був вражений величезною силою Кінтаро, і тому привіз його з собою в Кіото як особистого слугу. Кінтокі вивчав там бойові мистецтва і врешті-решт став главою сітенно (яп. 四天王, «Чотири небесних королі»). Ця назва відсилає до буддійського уявлення про чотирьох небесних королів. За легендою, сітенно за допомогою обману — снодійного, підмішаного в саке, — перемогли демона на ім'я Сютен Додзі (яп. 酒呑童子).
За іншою версією, Кінтаро зустрів Усуї Садаміцу, посланника Мінамото Райко, який переконав його служити в князя Саката. Саката дав Кінтаро нове ім'я — Саката Кінтокі.

## Галерея

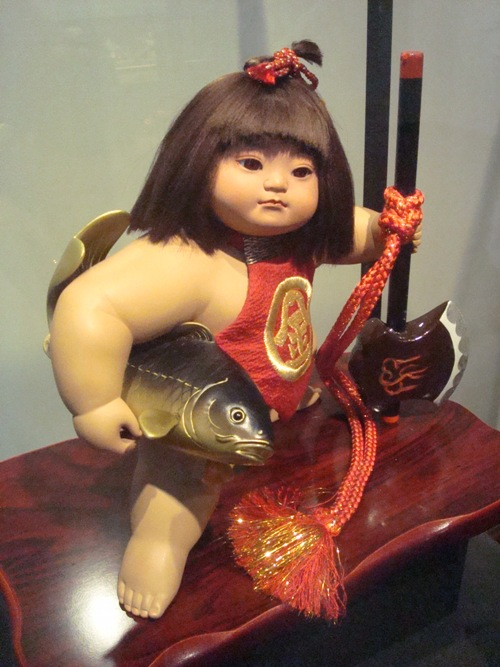
Лялька Кінтаро
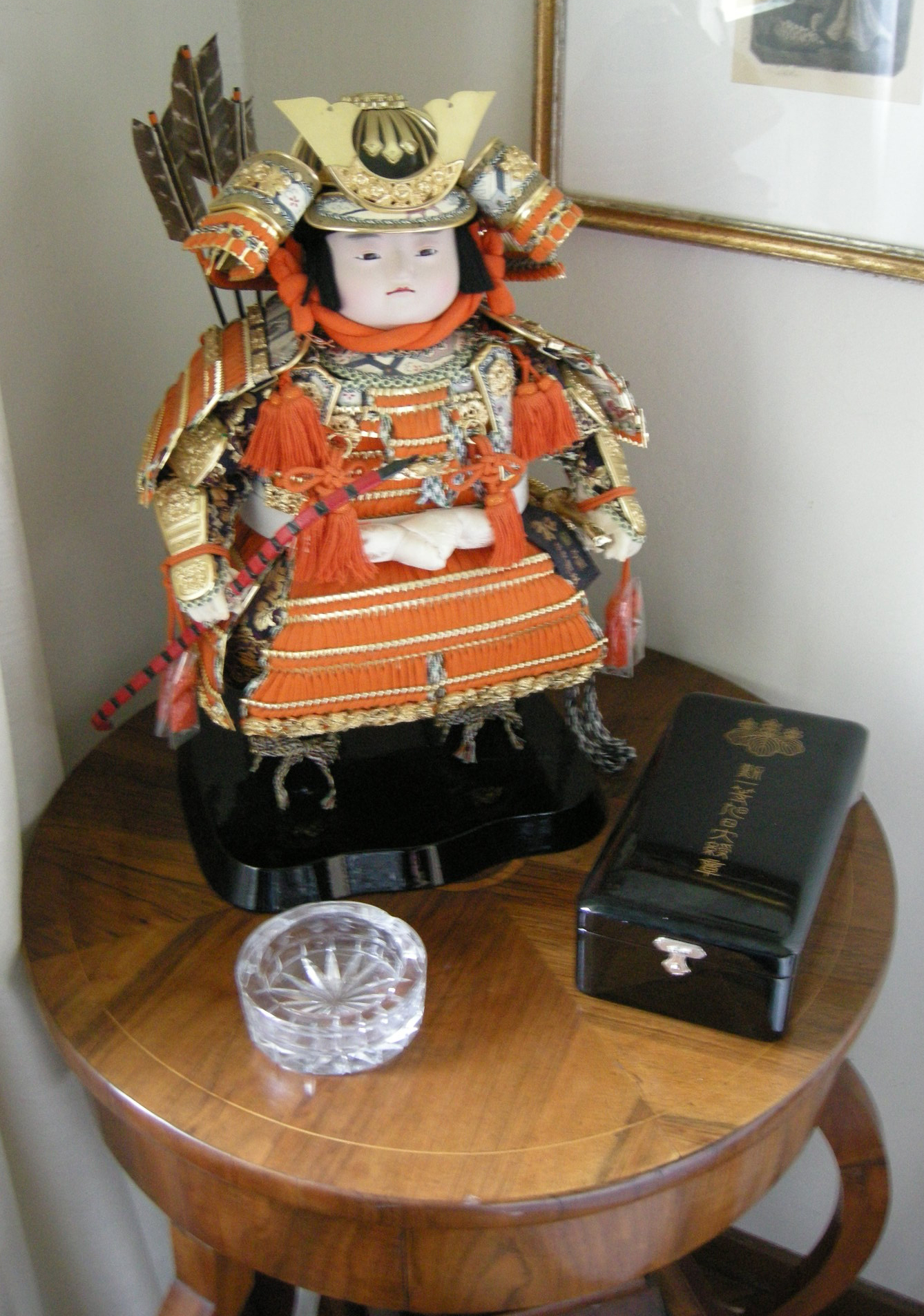
Інший варіант ляльки Кінтаро
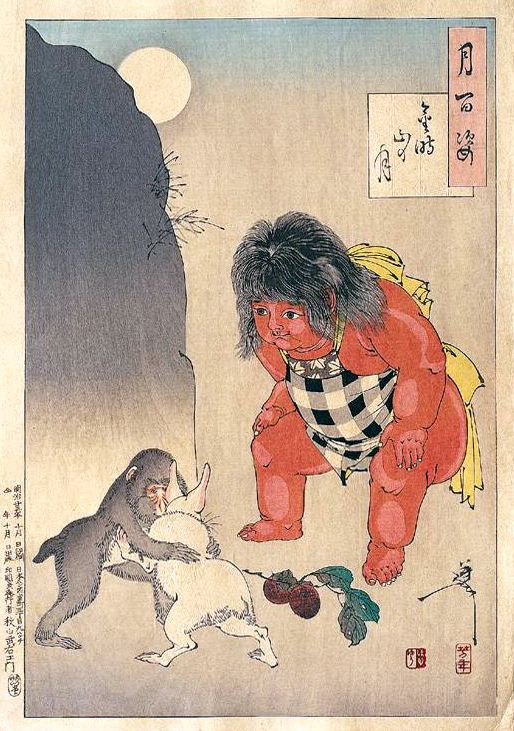
Кінтаро спостерігає за боєм мавпи і зайця. Цукіока Йосітосі, "Сто видів Місяця", 87.
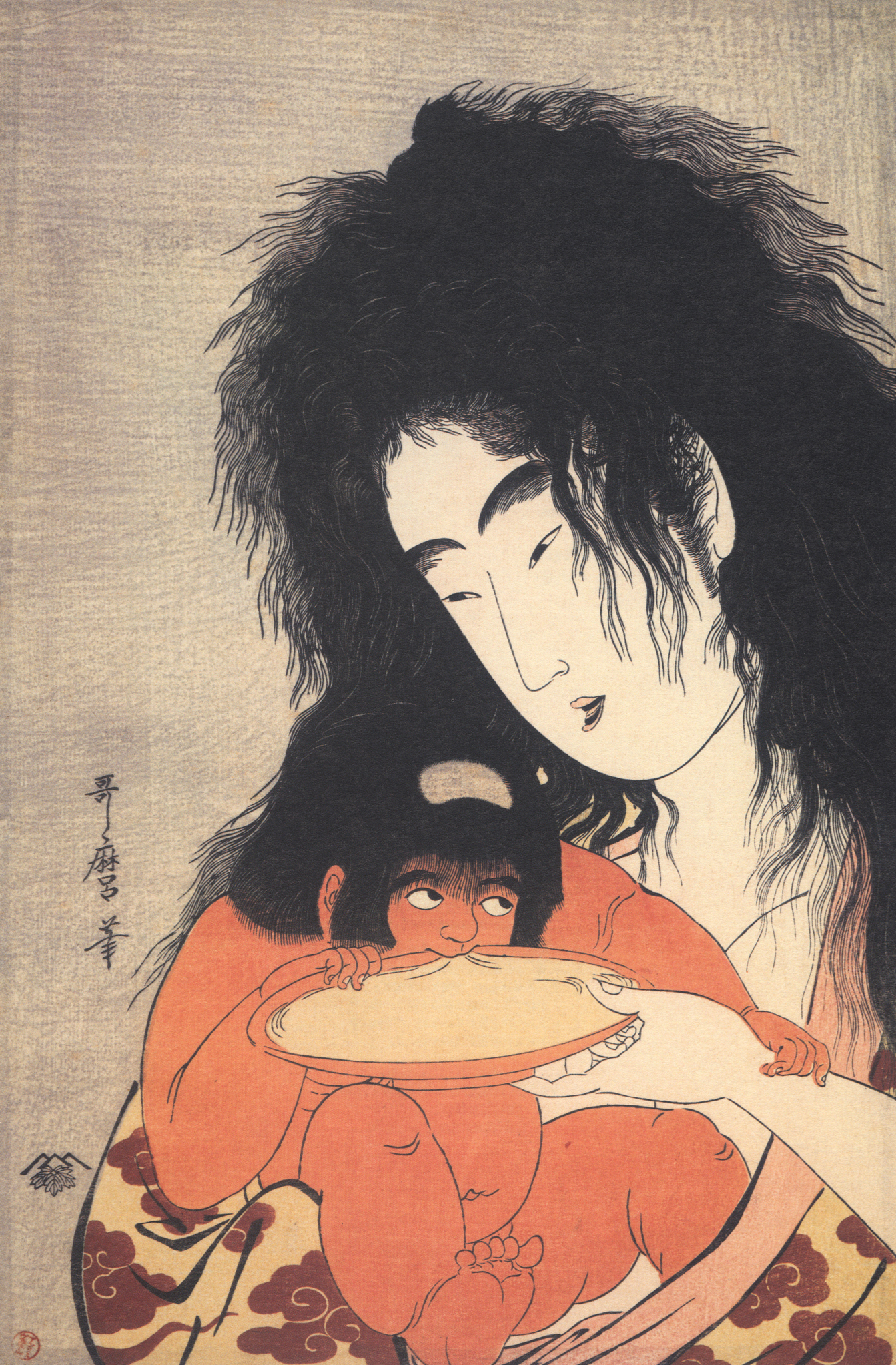
Ямауба і Кінтаро. Кітаґава Утамаро.
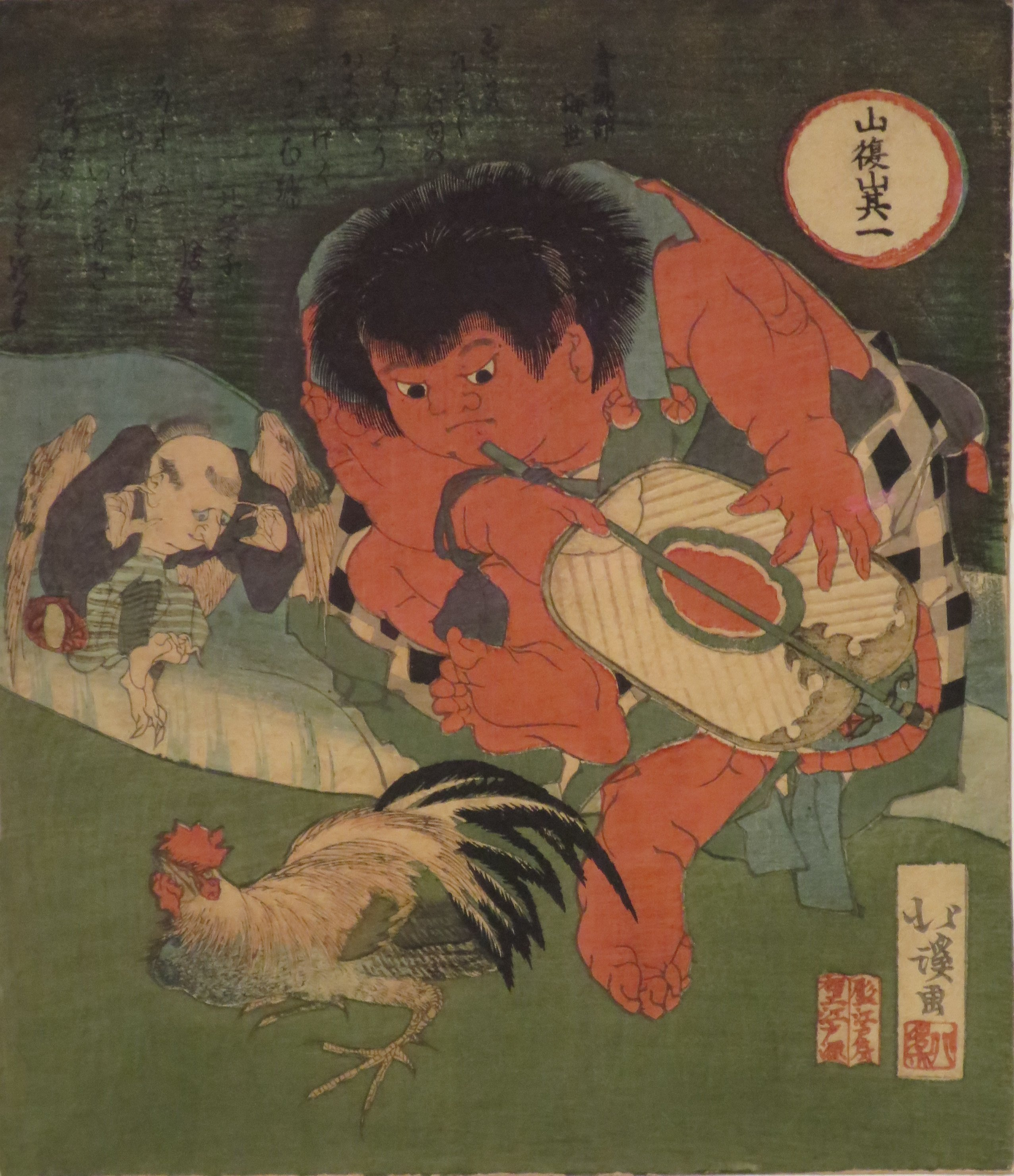
Кінтаро судить бій Півня і Тенґу. Тотоя Хоккей
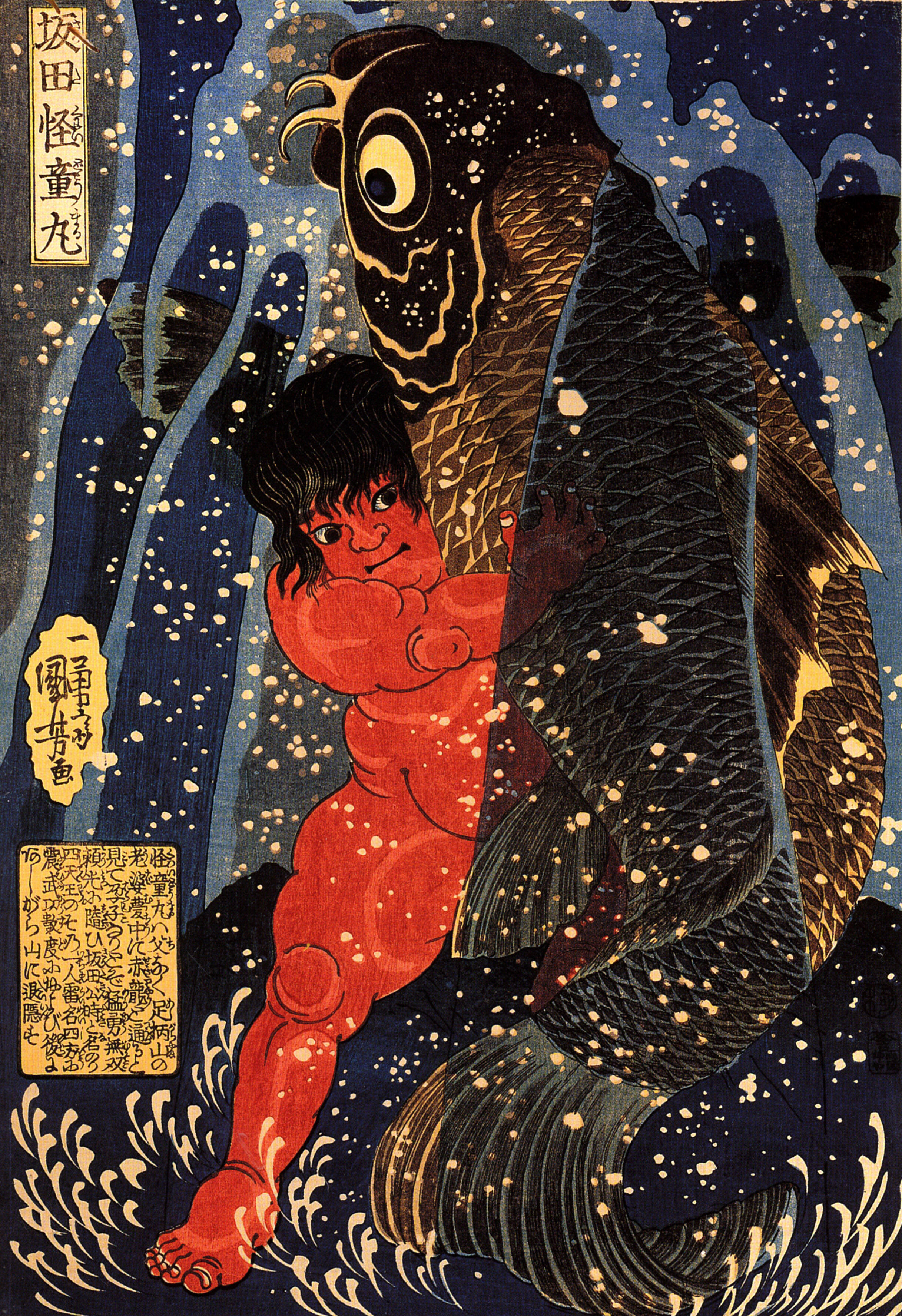
Кінтаро бореться з гігантським коропом. Утаґава Кунійосі.

## Образ у культурі

#### Традиційна культура
Вперше Кінтокі з'являється в збірці «Коконтьомондзю». Надалі він фігурував у легендах отоґі-дзосі, але тільки в період Едо Кінтаро став дуже популярним персонажем.
Дитинство Кінтаро вперше описано в дзьорурі «Ґендзі-но-юраї» (яп. 源氏のゆらひ), де він постає в ролі самурая. Історія героя Кін із Кімпіра-дзьорурі (яп. «Кімпіра-дзьорурі», ja, 金平浄瑠璃), популярної в Едо в 1670-х роках, лягла в основу легенди про Кінтаро.
Образ Кінтаро фігурує в постановках театру но і кабукі, токівадзу, нагаути.
Крім цього, Кінтаро часто зображували відомі художники: Торії Кійонага, Цукіока Йосітосі, Утаґава Кунійосі, Кітаґава Утамаро, Кацусіка Хокусай.

#### Місця, пов'язані з Кінтаро
Біля підніжжя гори Асіхара в районі Хаконе є святилище Кінтокі, присвячене Кінтаро. Неподалік від нього лежить гігантський валун, за легендою, розрубаний самим Кінтаро. Тут у День дітей проводиться фестиваль. Діти до 12 років можуть взяти участь у боях сумо і танцювальному заході.
Інше пам'ятне місце — водоспад Юхі-но-такі. Кажуть, саме тут купали новонародженого Кінтаро, а пізніше перед водами цього водоспаду Кінтаро змінив ім'я.

### Сучасна культура
Образ Кінтаро популярний у сучасній масовій культурі. Його найчастіше зображують із сокирою в червоному фартуху харакаге з ієрогліфом 金 («кін», перший ієрогліф в імені Кінтаро). Інший популярний сюжет — Кінтаро, який перемагає ведмедя або коропа.

#### Солодощі
Кінтаро-аме — японські солодощі; льодяник із зображенням обличчя Кінтаро. Вважається, що подібні цукерки з'явилися вже в період Едо, але спочатку на них зображували окаме й фукусуке. В період Мейдзі їхнє місце зайняв Кінтаро. Нині льодяник також популярний. Крім Кінтаро на цукерках можна зустріти обличчя інших популярних персонажів, фрукти та квіти.
На честь Кінтаро названо один з видів какігорі — удзікінтокі (яп. 宇治金時) з додаванням пасти з бобів адзукі, яку також називають «кінтокі». Це пов'язано з тим, що Кінтаро на гравюрах часто зображують із червоною шкірою.